# شهرستان شکلفورد (تگزاس)
شهرستان شکلفورد (انگلیسی: Shackelford County, Texas) شهرستانی واقع در ایالت تگزاس ایالات متحده است. بر اساس سرشماری سال ۲۰۲۰، جمعیت آن ۳۱۰۵ نفر بوده است. مرکز این شهرستان، شهر آلبانی است. این شهرستان در سال ۱۸۵۸ تأسیس و بعداً در سال ۱۸۷۴ سازماندهی شد. شکلفورد به نام جک شکلفورد، پزشک ویرجینیایی که سربازان را با هزینه شخصی خود برای جنگیدن در انقلاب تگزاس تجهیز کرد، نامگذاری شده است.
قلعه تاریخی گریفین، که در سال ۱۸۶۷ تأسیس شد، در شهرستان شکلفورد قرار دارد.

## جغرافیا
بر پایه اداره سرشماری ایالات متحده، مساحت کل این شهرستان ۹۱۶ مایل مربع (۲۳۷۰ کیلومتر مربع) است که از این مقدار، ۱٫۳ مایل مربع (۳٫۴ کیلومتر مربع) (۰٫۱٪) را آب پوشانده است.